# Rysdwjany
Rysdwjany (russisch Рыздвя́ный) ist eine Siedlung städtischen Typs in der Region Stawropol (Russland) mit 7710 Einwohnern (Stand 14. Oktober 2010).

## Geographie
Die Siedlung liegt knapp 30 km nordnordwestlich des Regionsverwaltungszentrums Stawropol im nördlichen Vorland des Großen Kaukasus. Sie befindet sich im Bereich der Stawropoler Höhen auf der Wasserscheide zwischen dem Jegorlyk und seinem rechten Nebenfluss Taschla.
Rysdwjany ist Sitz einer Territorialverwaltung (territorialnoje uprawlenije) innerhalb des Stadtkreises Isobilny und befindet sich etwa 15 km südwöstlich des Stadtzentrums von Isobilny. Zuvor war die Siedlung Sitz und einzige Ortschaft der Stadtgemeinde (gorodskoje posselenije) Possjolok Rysdwjany innerhalb des mit Beschluss vom 14. April 2017 in einen Stadtkreis umgewandelten Isobilnenski rajon.

## Geschichte
Der Ort entstand um eine 1896 an der Bahnstrecke von Kawkasskaja (im heutigen Kropotkin) nach Krasnodar eröffneten Station für die 6 km südlich gelegene Staniza Roschdestwenskaja. Deren Name ist vom russischen Roschdestwo (Christowo) für Weihnachten, wörtlich (Christi) Geburt, abgeleitet, der Stations- und heutige Ortsname daher wahrscheinlich vom gleichbedeutenden ukrainischen Begriff Risdwo; bis weit ins 20. Jahrhundert war ein bedeutender Teil der in der Region siedelnden Kosaken ukrainischsprachig.
Bedeutung erlangte der Ort mit der Gründung einer Arbeitersiedlung am 16. August 1946, die 1960 offiziell den Status einer Siedlung städtischen Typs erhielt.

### Bevölkerungsentwicklung
| Jahr | Einwohner |
| ---- | --------- |
| 1970 | 3262      |
| 1979 | 4346      |
| 1989 | 6284      |
| 2002 | 7468      |
| 2010 | 7710      |

Anmerkung: Volkszählungsdaten

## Verkehr
Im Ort befindet sich die Station Rysdwjanaja bei Kilometer 114 der Strecke Kawkasskaja (Kropotkin) – Stawropol. Unweit südlich von Rysdwjany führt die Regionalstraße 07K-036 vorbei, die südöstlich von der 07K-041 Stawropol – Grenze zur Oblast Rostow (Richtung Bataisk) abzweigt und weiter über Isobilny und Nowoalexandrowsk zu dieser zurück bei Krasnogwardeiskoje verläuft.